# Gus Viseur
Pour les articles homonymes, voir Viseur (homonymie).
Gustave-Joseph Viseur, dit Gus Viseur, né le 15 mai 1915 à Lessines (province de Hainaut, Belgique) et mort le 25 août 1974 à Paris 13e, est un accordéoniste belge.

## Biographie
Gus Viseur a abordé tous les genres du répertoire musette (valse, tango, paso doble...) et a été l'un des premiers accordéonistes de jazz. Évoluant dans les milieux parisiens dès 1930, il a formé son langage musical aux côtés des guitaristes manouches, a enregistré son premier disque en 1937 et accompagné Édith Piaf en 1940. Il est l'un des seuls accordéonistes, avec Charles Verstraete, à avoir été membre du célèbre Hot Club de France dirigé par Charles Delaunay et Hugues Panassié.
Il est le beau-père de Joss Baselli, qui a épousé sa fille Josette Viseur.

## Discographie
Morceaux les plus représentatifs de son jeu :
- Flambée montalbanaise
- Dans ta rue [1]
- Swing valse (1940)
- Joseph, Joseph
- Automne
- Douce joie
- Josette
- L'Imprévu (avec Joseph Colombo)
- Nuit de Paris (avec Tony Murena)
- Soir de dispute
- Souvenir de Bruxelles
- Swing accordéon – 1926-1942, anthologie « Jazz Time » chez EMI, 1989, où 14 plages (sur 26) sont consacrées à Gus Viseur, dont : Wind and String et Swing-valse (avec Pierre « Baro » Ferret) ; Swing 42 et Nuages (de Django Reinhardt), livret de François Billard.
- La Valse des niglos